# 적십자간호대학
적십자간호대학은 서울특별시 종로구에 있었던 대한민국의 전문대학이었다. 2011년 8월 18일, 대한민국 교육과학기술부로부터 중앙대학교와의 법인 합병 인가를 받았고, 중앙대학교 의과대학 간호학과와 합병하여 중앙대학교 적십자간호대학으로 출범하였다. 2012년 페교 이후 92년만이다.

## 연혁
- 1920.01 적십자간호부양성소 개소(상해임시정부)
- 1923.04 경성적십자병원 부설 간호부양성소 개소
- 1945.10 서울적십자병원부설 적십자고등간호학교로 재개교
- 1950.05 적십자간호고등기술학교로 개칭
- 1959.03 서울적십자병원 부설에서 대한적십자사 직속 교육기관으로 전환
- 1962.01 적십자 간호학교로 개칭
- 1975.06 학교법인 적십자학원 설립
- 1976.03 적십자간호전문학교로 개칭
- 1979.03 적십자간호전문대학으로 개칭(3년제)
- 1996.03 캐나다 Malaspina University College와 교류협정 체결
- 1998.10 적십자간호대학으로 개칭(3년제)
- 2003.03 평생교육원 개원
- 2004.11 미국 Bloomfield College와 교류협정체결
- 2006.03 학점은행제(간호학사 과정) 개설
- 2006.09 중국연변간호대학과 교류협정 체결
- 2007.01 일본 효고대학교 간호대학과 교류협정체결
- 2007.05 간호교육이노센터/지역사회간호센터 개소
- 2007.05 일본 큐슈국제간호대학과 교류협정 체결
- 2008.03 전공심화과정(간호학사학위과정) 인가
- 2008.05 태국적십자간호대학과 자매결연협정
- 2009.01 몽골 도르노고비 의과대학과 교류협정체결
- 2009.11 Pittsburgh University WISER Center와 간호교육이노센터 간 교류협정체결
- 2010.03 에이즈상담교육센터 개소 재난안전교육센터 개소
- 2010.09 통합간호실습센터 구축 (SPRING Hospital)
- 2011.04 학교법인 중앙대학교-학교법인 적십자학원 합병협약 체결
- 2011.08.18 중앙대학교와 적십자간호대학(3년제) 통합 교육과학기술부 승인
- 2011.11 법인합병 등기 완료. 의약학계열 교학3팀 신설
- 2012.03.01 중앙대학교 적십자간호대학 발족

## 같이 보기
- 대한적십자사